# Avalanche (Mountain)
| Recensione              | Giudizio    |
| ----------------------- | ----------- |
| AllMusic                | [ 1 ]       |
| Sputnikmusic            | 3.3 (Great) |
| Dizionario del Pop-Rock | [ 3 ]       |
| 24.000 dischi           | [ 4 ]       |

Avalanche è il quarto album discografico del gruppo musicale rock statunitense Mountain, pubblicato dalla casa discografica Columbia Records nel luglio del 1974.
L'album raggiunse il 31 agosto 1974)la posizione numero 102 della Chart statunitense Billboard 200.

## Tracce
Lato A
1. Whole Lotta Shakin' Goin' On – 5:05 (Dave Williams, Sunny David)
2. Sister Justice – 3:58 (Felix Pappalardi, Gail Collins, Wyatt Day)
3. Alisan – 4:41 (Leslie West)
4. Swamp Boy – 2:54 (Felix Pappalardi, Gail Collins)
5. Satisfaction – 5:14 (Mick Jagger, Keith Richards)

Lato B
1. Thumbsucker – 3:20 (Felix Pappalardi, Gail Collins)
2. You Better Believe It – 5:47 (Leslie West, Corky Laing)
3. I Love to See You Fly – 3:46 (Leslie West, Felix Pappalardi, Gail Collins)
4. Back Where I Belong – 2:56 (Leslie West, Corky Laing)
5. Last of the Sunshine Days – 3:47 (Felix Pappalardi, Gail Collins)

## Formazione
- Leslie West - chitarra solista, chitarra ritmica, voce
- Felix Pappalardi - basso, tastiere, voce
- David Perry - chitarra ritmica
- Corky Laing - batteria, percussioni

Note aggiuntive
- Felix Pappalardi - produttore (per la Windfall Music Ent., Inc.)
- Leslie West - co-produttore (solo brano: Satisfaction)
- E.S. Silver Fox Prager - produttore esecutivo
- Registrazioni effettuate nel gennaio e febbraio 1974 (studio di registrazione non accreditato)
- Bob d'Orleans - ingegnere delle registrazioni
- George Lopez - assistente ingegnere delle registrazioni
- Skip Cassidy, Moose Weilbacher, Nick Ferrantella - assistenti di studio
- Gai Collins - illustrazione copertina album e fotografie
- Brad Joblin - fotografia retrocopertina album
- Ringraziamento speciale a Gary Kurfirst[9]